# MS Readathon

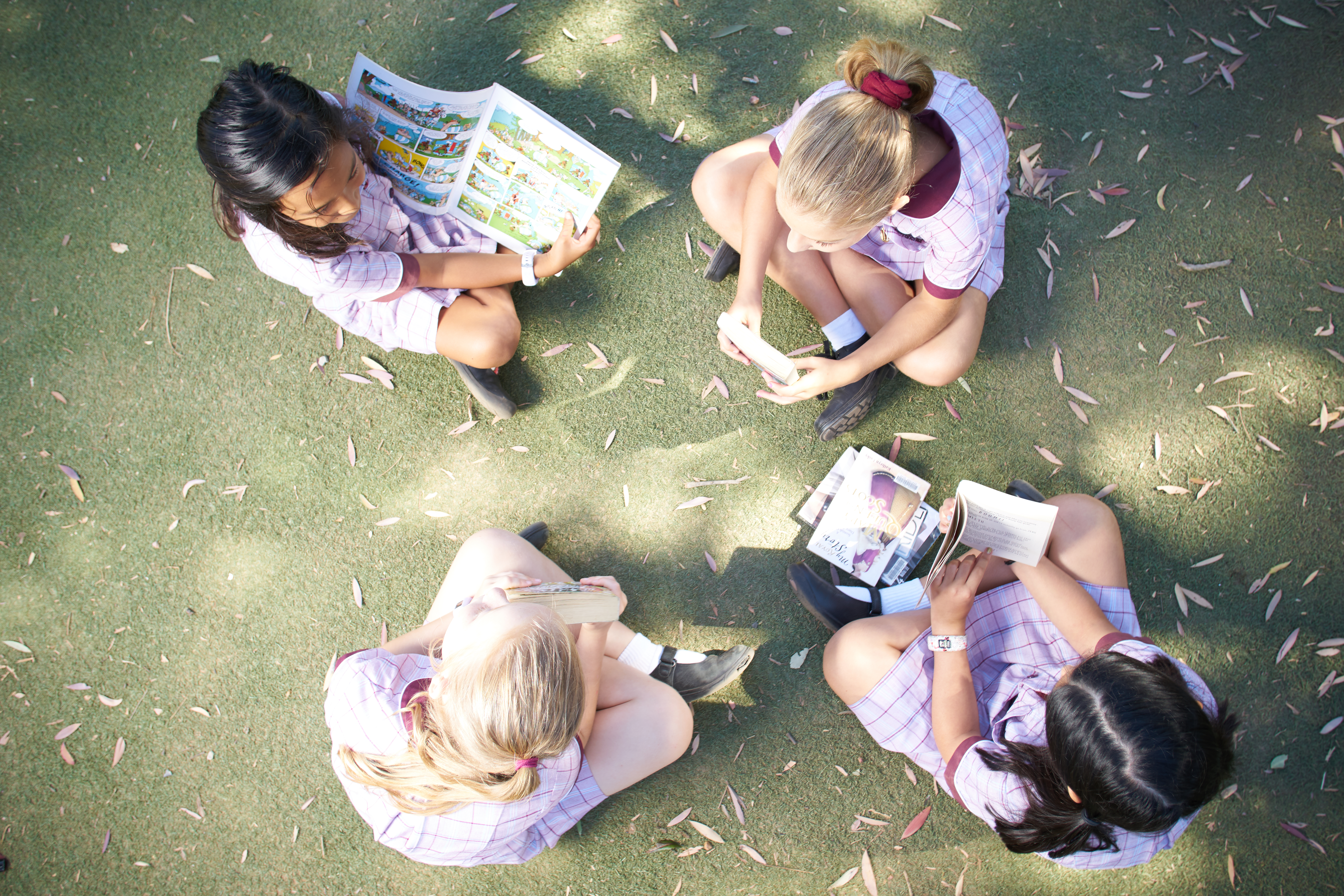
Des écoliers participant au MS Readathon

Le MS Readathon est une lecture parrainée par les Sociétés de la SEP en Australie, en Irlande, aux États-Unis et au Canada.

## MS Readathon par pays

### Australie
Le MS Readathon en Australie géré par MS Australia a débuté en 1979 et constitue la première collecte de fonds en lecture en Australie. Le MS Readathon encourage les Australiens à lire des livres, à se renseigner sur la sclérose en plaques (SEP) et à recueillir des fonds pour aider les personnes atteintes de sclérose en plaques.
Les participants peuvent lire pendant 30 jours en juin, juillet et août. Le parrainage permet au MS Readathon de fournir un certificat et des récompenses de lecture aux participants qui complètent le programme en remerciement spécial. Il existe différentes catégories de récompenses, en fonction du niveau de collecte de fonds atteint.
L'argent recueilli par les participants de MS Readathon aide la Société à fournir des services pour aider les personnes atteintes de SEP, comme la physiothérapie, l'accès à des infirmières spécialisées en SP et à des soins de relève, tout en finançant la recherche sur cette maladie mystérieuse.
Au cours du 30e anniversaire en 2009, 2,4 millions de dollars (environ 2 millions d'euros) ont été recueillis à l'échelle nationale auprès de plus de 50 000 participants. Plus d'un million de livres ont été lus et près de 2 500 écoles ont reçu la visite d'un représentant de la communauté MS Readathon.
En 2010, en raison de l'intérêt accru des parents, des grands-parents et des membres des clubs de lecture, le MS Readathon s'est élargi pour impliquer davantage les adultes sous la bannière de The Novel Challenge.
Dans The Novel Challenge, les participants choisissent une liste de livres, lisent pendant 30 jours et obtiennent un parrainage qui sert à soutenir les 20 000 Australiens atteints de SEP.

### Irlande
Le MS Readathon en Irlande est une lecture sponsorisée annuelle organisée par l'organisation caritative MS Ireland, encourageant les enfants (et depuis 2003, les adultes) à lire autant de livres que possible et à collecter un montant fixe par livre auprès des sponsors. L'argent collecté va aux activités de MS Ireland concernant les personnes atteintes de sclérose en plaques. En 2003, lors de la 16e année de l’événement, l'association a recueilli plus de 1,2 million d'euros.

### Canada
La première édition du MS Readathon au Canada se déroule en 1977.
En 2023, une fillette de six ans et avide lectrice s'engage à lire 500 livres dans l'année pour lever $5,000 pour l'association.